# エレオノラ・ファン・ダイク
エレオノラ（エレン）・ファン・ダイク（Eleonora (Ellen) van Dijk、1987年2月11日 - ）は、オランダ、ハルメレン出身の女子自転車競技選手。主にロードレースとトラックレースで活動している。

## 主な戦績
2003年
- 国内選手権 ノーヴィスクラス・個人ロードレース 優勝

2004年
- 国内選手権・ジュニア部門
  - 個人ロード 優勝
  - 個人タイムトライアル(ITT) 優勝

2005年
- 国内選手権・ジュニア部門 ITT 優勝

2006年
- 世界学生選手権 個人ロード 優勝

2007年
- 国内選手権
  - 個人追抜 優勝
  - ITT 優勝

2008年
- トラックレース世界選手権・スクラッチ 優勝
- 欧州選手権 U23部門
  - ITT 優勝
  - ポイントレース 優勝
  - スクラッチ 優勝
- 国内選手権 個人追抜 優勝

2009年
- UCIトラックワールドカップ2008-2009
  - コペンハーゲン - 個人追抜 & ポイントレース 優勝
- 欧州選手権 U23部門・ITT 優勝

2010年
- 国内選手権 個人追抜 優勝

2011年
- ツアー・オブ・カタール 総合優勝
- オープン・ド・スエド・ヴォルゴルダ チームタイムトライアル 優勝（+ ユーディト・アルント、シャルロッテ・ベッカー、アンバー・ネーベン）
- ロードレース世界選手権・ITT 6位
- UCIトラックワールドカップ2011-2012
  - アスタナ - 団体追抜 優勝
- 国内選手権 個人追抜 優勝

2012年
- 国内選手権 ITT 優勝
- ロンドンオリンピック
  - ITT 8位
  - 団体追抜 6位
- オープン・ド・スエド・ヴォルゴルダ チームタイムトライアル 優勝（+ アンバー・ネーベン, イナ＝ヨーコ・トイテンベルク, シャルロッテ・ベッカー ）
- ロードレース世界選手権
  -  チームタイムトライアル 優勝（シャルロッテ・ベッカー、エヴェリン・スティーヴンス、アンバー・ネーベン、イナ＝ヨーコ・トイテンベルク、トリクシー・ヴォラク）
  - ITT 5位

2013年
- ル・サミン 優勝
- エネルヒワフト・ツアー 総合優勝（第3aステージ・個人タイムトライアル優勝）
- グラツィア・オルロヴァー 総合優勝、ポイント賞（プロローグ、第2ステージ・個人タイムトライアル、第4ステージ優勝）
- 国内選手権 個人TT 優勝
- ジロ・ローザ 区間優勝（第8ステージ・個人タイムトライアル）
- オープン・ド・スエド・ヴォルゴルダ チームタイムトライアル 優勝（+ リーザ・ブレンナウアー, エヴェリン・スティーヴンス, トリクシー・ヴォラク ）
- ロット・ベリソル・ベルギー・ツアー 総合優勝（第1ステージ・個人タイムトライアル優勝）
- ホラント・レディス・ツアー 総合優勝（第2ステージ・チームタイムトライアル優勝）
- クロノ・シャンプノワ 優勝
- ロードレース世界選手権
  -  チームタイムトライアル 優勝（リーザ・ブレンナウアー、エヴェリン・スティーヴンス、ケイティ・コルクラフ、カーメン・スモール、トリクシー・ヴォラク）
  -  個人タイムトライアル 優勝

2014年
- ロンド・ファン・フラーンデレン女子レース 優勝
- ホラント・レディス・ツアー 区間優勝（第1ステージ・個人タイムトライアル）
- ロボロンド・ヘールレン 優勝

2015年
- ツアー・オブ・カタール女子レース 区間優勝（第2ステージ）
- ヨーロッパ競技大会 個人タイムトライアル 優勝

2016年
- ツアー・オブ・カタール女子レース 区間優勝（第3ステージ）
- エネルヒワフト・ツアー 総合優勝（第1ステージ・チームタイムトライアル、第4bステージ・個人タイムトライアル優勝）
- チューリンゲン・ランドファルト・デア・フラウエン（英語版） 区間優勝（第4ステージ・個人タイムトライアル）
- オープン・ド・スエド・ヴォルゴルダ チームタイムトライアル 優勝
- ホラント・レディス・ツアー 区間優勝（第2ステージ・チームタイムトライアル）
- ヨーロッパ選手権  個人タイムトライアル 優勝
- ロードレース世界選手権  チームタイムトライアル 優勝

2017年
- ヘルシー・エイジング・ツアー 総合優勝、ポイント賞（第1aステージ・個人タイムトライアル優勝）
- ヨーロッパ選手権  個人タイムトライアル 優勝
- レディース・ツアー・オブ・ノルウェー（英語版） 区間優勝（プロローグ）
- ロードレース世界選手権  チームタイムトライアル 優勝

2018年
- オムロープ・ファン・ヘット・ハーヘラント 優勝
- ドワルス・ドール・フラーンデレン女子レース（英語版） 優勝
- チューリンゲン・ランドファルト・デア・フラウエン（英語版） 区間優勝（第7ステージ・個人タイムトライアル）
- オランダ選手権・女子個人タイムトライアル 優勝
- ジロ・ローザ 区間優勝（第1ステージ・チームタイムトライアル）
- ヨーロッパ選手権  個人タイムトライアル 優勝
- マドリッド・チャレンジ・バイ・ラ・ブエルタ  総合優勝（第1ステージ・チームタイムトライアル優勝）

2019年
- ドワルス・ドール・フラーンデレン女子レース（英語版） 優勝
- ヘルシー・エイジング・ツアー 区間優勝（第4aステージ・個人タイムトライアル優勝）
- チューリンゲン・ランドファルト・デア・フラウエン（英語版） 区間優勝（第5ステージ・個人タイムトライアル）
- ヨーロッパ選手権  個人タイムトライアル 優勝
- ポストノルド・UCI・WWT・ヴォルゴルダ・ウエスト・スウェーデン チームタイムトライアル 優勝

2020年
- ジロ・ローザ 区間優勝（第1ステージ・チームタイムトライアル）

2021年
- ヘルシー・エイジング・ツアー  総合優勝（第2ステージ・個人タイムトライアル優勝）
- ロット・ベルギー・ツアー（英語版）  山岳賞（プロローグ優勝）
- ジロ・ローザ 区間優勝（第1ステージ・チームタイムトライアル）
- ヨーロッパ選手権  個人ロードレース 優勝
- 世界選手権自転車競技大会ロードレース  個人タイムトライアル 優勝

2022年
- セットマナ・シクリスタ・バレンシアナ 区間優勝（第2ステージ）
- ブロアイゾーン・フリースラント・ツアー  総合優勝（第1ステージ・個人タイムトライアル優勝）
- アワーレコード 女子世界記録を更新 (49.254km)[2]
- オランダ選手権・女子個人タイムトライアル 優勝
- バロワーズ・レディース・ツアー（オランダ語版）  総合優勝（プロローグ、第3bステージ・個人タイムトライアル優勝）
- ポストノルド・ヴォーゴーダ・ウェストスウェーデン・チームタイムトライアル（英語版） 優勝
- 世界選手権　 女子個人タイムトライアル 優勝
- クロノ・デ・ナシオン 優勝